# Antonino Siligato
Antonino Siligato (Limina, 3 dicembre 1920 – Codolo, 20 gennaio 1945) è stato un militare e partigiano italiano. 
Sergente nocchiere della Regia Marina durante la seconda guerra mondiale, dopo la firma dell'armistizio dell'8 settembre 1943 aderì brevemente alla Repubblica Sociale Italiana, entrando nel gennaio 1944 nelle formazioni partigiane operanti in Val di Taro. Caduto in combattimento fu insignito della Medaglia d'oro al valor militare alla memoria, massima decorazione italiana.

## Biografia
Nato a Limina il 3 dicembre 1920, figlio di Giuseppe e Carmela Coglitore, e dopo aver frequentato il ginnasio a Catania si arruolò volontario Regia Marina nel marzo 1938, venendo assegnato alla categoria nocchieri frequentando un apposito corso a Pola. Ottenuto tale grado si imbarcò in successione sulla nave scuola Amerigo Vespucci, e sulle navi da battaglia Andrea Doria, Vittorio Veneto e Littorio, su cui venne promosso al grado di sottocapo.
Nel marzo 1942 fu trasferito al IV Gruppo sommergibili, ma nel mese di aprile, dopo essere stato promosso sergente nocchiere, si imbarcò sull'incrociatore leggero Eugenio di Savoia con cui prese parte alla Battaglia di mezzo giugno (14-15 giugno 1942) venendo decorato con la Croce di guerra al valor militare. Nel febbraio 1943 entrò in servizio presso il Deposito C.R.E.M. della base navale della Spezia, dove si trovava all'atto della proclamazione dell'armistizio dell'8 settembre.  In seguito aderì alla Repubblica Sociale Italiana entrando in servizio nella Marina Nazionale, assegnato alla X Flottiglia MAS. Nel gennaio 1944 disertò unendosi ad una formazione partigiana, la "Beretta", operante in Val di Taro con il nome di battaglia di "Nino".
Prese parte a numerose azioni di sabotaggio, ed in seguito assunse il comando della compagnia esploratori della brigata "Centocroci" (di cui faceva parte anche un altro insignito di medaglia d'oro: Giorgio Susani), inquadrata nella divisione "Valtaro". Cade in combattimento a Codolo di Pontremoli il 20 gennaio 1945, (pare tradito da un prete, la cosa comunque è alquanto controversa) mentre partecipava ad un'operazione congiunta  con i paracadutisti alleati, portata brillantemente a termine. 
Per il coraggio dimostrato fu decorato con la Medaglia d'oro al valor militare alla memoria. Gli sono state intitolate vie a Messina, Parma, Pontremoli e Limina.

### Annotazioni
1. ↑  La coppia ebbe altre tre figlie, Nunziata, Carmela e Concetta.
2. ↑  Dopo la data dell’8 settembre fu ospite della famiglia Brizzi a Stra.
3. ↑  Prese parte a tale azione in Lunigiana su esplicita richiesta di Gordon Lett, che aveva completa fiducia in lui per via delle numerosissime azioni a cui aveva preso parte. Tale missione per aveva lo scopo di ritardare il rastrellamento nazifascista previsto per la fine del mese di gennaio.

### Fonti
1. 1 2  Saglimbeni 2001, p. 10.
2. 1 2 3  Brianni 2005, p. 8.
3. ↑  Brianni 2015, p. 9.

### Periodici
- Filippo Brianni, Monumento alla Medaglia d'oro Antonino Siligato, in Limina Notizie, n. 12, Limina, Comune di Limina, aprile 2015,  pp. 8-9.
- Sebastiano Saglimbeni, Nino Siligato Medaglia d'oro al valor militare, in Limina Notizie, n. 4, Limina, Comune di Limina, novembre 2001,  pp. 10-11.